# 菅原辰徳
菅原 辰徳（すがわら たつのり、1993年1月28日 - ）は、地方競馬の岩手県競馬組合・水沢競馬場瀬戸幸一厩舎所属の騎手。宮城県栗原市出身。
妻は同じ岩手県競馬組合・水沢競馬場に所属していた元騎手・鈴木麻優。

## 来歴・人物
「辰徳」の名前は、父親がファンであったプロ野球の原辰徳にちなんで名付けられた。小さい頃から父親に連れられて水沢競馬場に通うにつれ、騎手という職業に興味を持ち、地方競馬教養センター（第88期生）を経て、2010年4月17日水沢競馬第1レースで初騎乗（ダブルフィーバー/3番人気4着）。2010年5月24日盛岡競馬第3レースで初勝利（コンゴウフクフク/4番人気）。
地方通算成績は3860戦169勝（うち重賞2勝）・2着217回・3着288回・勝率4.4%・連対率10.1% （2016年6月12日現在）

## 主な騎乗馬
- デュアルスウォード（2015年早池峰賞）
- サンエイホープ（2016年金杯）
- サンエイキャピタル（2018年ウイナーカップ）
- フジノロケット（2019年ジュニアグランプリ）
- フジクラウン（2022年イーハトーブマイル）
- ユウユウププリエ（2023年若鮎賞）
- リトルカリッジ（2023年金杯）
- スズカゴウケツ（2024年あすなろ賞）

出典: